# 祝々亭舶伝
祝々亭 舶伝（しゅくしゅくてい はくでん、1936年（昭和11年）2月27日 - 2008年（平成20年）5月?）は、大阪府大阪市出身の落語家。本名は岡本 憲二郎。春輔時代には新世界新花月によく出演したため、初代春輔が「神戸の春團治」と呼ばれたのに対し「新世界の春團治」と呼ばれた。弟子には大介（桂大輔）、弥介（桂弥輔）がいたが、いずれも廃業。

## 来歴
大阪市立高校在学中の1953年（昭和28年）、2代目桂春團治に入門したがすぐ死別したので、1954年（昭和29年）3月、兄弟子の2代目桂福團治（3代目春團治）門下となり桂春吉、3代目桂小春を経て、1960年（昭和35年）10月、3代目桂福團治を襲名。
その後、日活映画の大部屋に入り、大阪矢介という芸名でスタントマンもどきの演技をしたり、上京してアレキサンダー一世と「おしゃべり流し」と称して流しをしたり、病気になったりして一時高座を退く。旅行会社でサラリーマン生活を送ったこともあったが、1973年（昭和48年）春に復帰、福團治の名を弟弟子の4代目桂小春が継ぐことが内定していたので、2代目桂春輔を襲名した。
しかし、新世界新花月閉館後、松竹芸能を辞め、ダイヤ企画という会社にマネージメントを任せてからおかしな行動をとるようになり、スナックなどへ無断で飛び込み、強引に自分の独演会のチケットを売り歩いて関係者から苦情が続出したため、上方落語協会から除名された。1987年（昭和62年）11月、春團治一門を弟子と共に去り、春輔の名を返上、祝々亭舶伝と改名する。ただし、本人は「師匠とは芸風が合わん」というのが袂を分かつ理由としている。
1996年（平成8年）ころまで、トラックの中に高座をセッティングした「出前寄席」や、2代目快楽亭ブラックプロデュースの落語会に出演するなど精力的に活動していたが、2008年5月ごろに病のため死去。享年72（73没）。死因や死亡日は公表されていない。
葬儀には弟弟子の4代目桂福團治、後輩の桂文福だけが落語界から参列した。
春團治は「破門はかわいそうや」、ということで破門処分にはしておらず、「舶伝自ら離れて行った」という事にしていた。

## 芸風
奇抜なギャグや舞台を飛び跳ねたり、警句を交えた独特の芸風で根強いファンを持っていた。『うなぎ屋』『へっつい盗人』『初天神』『牛ほめ』『動物園』『相撲場風景』など古典落語のほか、『人間タクシー』『新婚離婚日記』『京都大原3450円』『修学旅行』など新作落語も得意とする。一時はネタのなかに頻繁に「カブト虫」が登場した。『動物園』ではその場の思い付きで虎ではなく象を登場させ観客の度肝を抜く。次の出番だった桂枝雀が衝撃を受けてしまい落語が出来なくなって挨拶で降りてしまった。（朝日放送に音源が残る）
また、桂文太や桂雀三郎が演じる『初天神』は舶伝直伝である。
また、苦労時代が長く貧乏で、テレビでも取り上げられるほどであったが、それについても頻繁にネタにしていた。吉川潮の著作『突飛な芸人伝』（河出文庫）の中でも貧乏・破門エピソードが紹介されている。その生活ぶりがワイドショーで取り上げられた際は大変な反響があり、「がんばってください」という激励の言葉が多い中で、自殺を考えるほど貧乏な視聴者から「自分より貧乏な人ががんばっている姿に勇気づけられた」との言葉もあったという。

## 註
1. ↑  コメディアンの玉川良一の弟子。
2. ↑  岡崎武志『貧乏は幸せのはじまり』筑摩書房〈ちくま文庫〉、2014年、113-114頁。ISBN 978-4-480-43191-2。